# Sicalis lutea
Sicalis lutea là một loài chim trong họ Thraupidae.